# Bund angestellter Tierärzte
Der Bund angestellter Tierärzte e.V. (BaT) ist ein deutscher Berufsverband, der die Interessen aller angestellten sowie eine Anstellung anstrebenden Tierärzte in der Praxis, in Behörden sowie in Industrie und Forschung vertritt. Er grenzt sich damit vom Bundesverband praktizierender Tierärzte, einer Interessenvertretung für angestellte und selbstständige Tierärzte, sowie dem Bundesverband der beamteten Tierärzte, einem Fachverband für Tierärzte im öffentlichen Dienst, ab. Der BaT e.V. wurde 2016 in Hannover gegründet. Die Vereinsarbeit erfolgt überwiegend ehrenamtlich.  

## Ziele
Neben der Interessenvertretung aller angestellten Tierärzte, setzt sich der BaT für Verbesserungen der Arbeitsbedingungen, insbesondere für die Einhaltung geltenden Rechts sowie für eine angemessene Entlohnung der angestellten Tierärzte ein. Der Vorstand steht in regelmäßigem Austausch mit tiermedizinischen Arbeitgeberverbänden mit dem Ziel Tarifverträge abzuschließen. Ein weiterer Schwerpunkt liegt in der Aufklärung von Mitgliedern, aber auch Arbeitgebern über deren Rechte und Pflichten bezüglich Themen wie z. B. Arbeitszeiterfassung, Ruhezeiten oder Mindestlohn. Ebenso soll eine Aufwertung des tierärztlichen Berufsstandes unterstützt werden, indem die hochwertige Arbeit, die Tierärzte bei der Versorgung von Haustieren, aber auch im Tier- und Verbraucherschutz sowie bei der Vorbeugung und Bekämpfung von Seuchen, leisten, in der Öffentlichkeit deutlicher kommuniziert wird. Darüber hinaus setzt sich der Verein für ein faires und kollegiales Verhalten der Tierärzte untereinander ein.

## Geschichte
Das Gründungstreffen des Bund angestellter Tierärzte e.V. fand am 3. April 2016 in Hannover statt. Am 29. Juni 2016 erfolgte die Eintragung des BaT im Vereinsregister der Stadt Hannover. Im Rahmen der Mitgliederversammlung 2019 in Hamburg wurde die Satzungsänderung zur Tariffähigkeit des BaT einstimmig beschlossen.

## Gremien
Die sieben Gremien führen wichtige Aufgaben des Vereins aus und arbeiten eng mit dem Vorstand und den Mitarbeiterinnen für Verwaltung und Öffentlichkeitsarbeit zusammen. Es existieren folgende Gremien:
Das Gremium Verwaltung befasst sich mit der Mitgliederverwaltung, der Betreuung des Verwaltungs-Postfaches und der Organisation der Jahreshauptversammlung. Im Gremium Finanzen erfolgt die Überprüfung der Buchführung von den in der Mitgliederversammlung gewählten Kassenprüfern. Das Gremium Homepage und soziale Netzwerke entwickelt und betreut die Online-Präsenz des Vereins mit dem Ziel der zunehmenden Wahrnehmung der Ideen und Ziele des BaT. Durch das Gremium Öffentlichkeitsarbeit werden potenzielle Mitglieder, Studenten, aber auch Arbeitgeber und Gesetzgeber über die Ziele des BaT informiert. Neben dem Vorstand fungiert es zudem als Ansprechpartner für Medien, nimmt Kontakt zu anderen Berufsverbänden, öffentlichen Organisationen und Entscheidungsträgern auf und leistet Aufklärungsarbeit an den Universitätsstandorten und auf Messen. Auch die Erarbeitung von Presseinformationen und Themenbeiträgen in digitalen und Printmedien gehört zum Aufgabenkreis. Das Gremium Berufspolitik beschäftigt sich mit aktuellen politischen Themen, die den tierärztlichen Berufsstand betreffen, wie beispielsweise Antibiotikaresistenzen, Qualzucht, Dispensierrecht, GOT, sucht den Kontakt zu den Landestierärztekammern und der Bundestierärztekammer und erarbeitet Leserbriefe, öffentliche Briefe, Statements und Artikel für relevante Medien und Homepage. Im Gremium Tarifvertrag wird an der Entwicklung eines Vertrags, basierend auf den BaT Standards, zur Regelung von Rechten und Pflichten von Arbeitnehmern und Arbeitgebern gearbeitet. Auch regelmäßige Treffen mit Arbeitgebervereinigungen gehören zum Aufgabenbereich. Im Jahr 2021 wurde das Gremium Elternsein gegründet, das sich mit Problemen wie der Diskriminierung von Tierärztinnen, dem abrupten Arbeitsabbruch aufgrund einer Schwangerschaft und der Vereinbarkeit von Familie und dem Tierarztberuf auseinandersetzt.

## BaT Standards für Arbeitsverhältnisse
Die  BaT Standards sind ein im Jahr 2018 vom BaT veröffentlichter Leitfaden, der angestellten Tierärzten Empfehlungen im Hinblick auf Bereiche, wie Arbeitszeit, Dienste, Freizeitausgleich und Mindestgehalt in Abhängigkeit der Qualifikation gibt. Das Dokument entstand nach einer Befragung der Mitglieder und wurde auf der Mitgliederversammlung 2017 diskutiert und nach rechtlicher Prüfung der Öffentlichkeit zugänglich gemacht. Im Jahr 2022 wurden die BaT Standards umfassend überarbeitet und im Juni 2022 als BaT Standards 2.0 veröffentlicht.

## Tarifverträge
Am 1. Juni 2024 trat der 1. Tarifvertrag des BaT mit Nicole Schreiter, Inhaberin des Tiergesundheitszentrums Lichtenau (SN), in Kraft.

## Angestellte  Tierärzte in Deutschland
Im Jahr 2022 standen ca. 19000 Tierärzte in einem Angestelltenverhältnis. Davon waren 11429 als tierärztliche Mitarbeiter in der Praxis tätig. 5738 arbeiteten im öffentlichen Dienst und 1660 in Privatwirtschaft/Industrie.